# ایمی لیختنفلد
ایمریچ " ایمی " لیختنفلد (عبری: אימריך “אימי” ליכטנפלד‎؛ مجاری: Lichtenfeld Imre؛ ۲۶ مهٔ ۱۹۱۰ - ۹ ژانویهٔ ۱۹۹۸)، رزمی‌کار مجارستانی‌الاصل اسرائیلی بود. او به دلیل توسعه و گسترش هنر رزمی کراو ماگا شناخته شده است.

## اوایل زندگی
لیختنفلد در ۲۶ مه ۱۹۱۰ در یک خانواده یهودی مجارستانی در بوداپست در امپراتوری اتریش-مجارستان به دنیا آمد. خانواده او به شهر پرسبورگ (براتیسلاوای کنونی) نقل مکان کردند، جایی که پدرش، ساموئل لیختنفلد، بازرس ارشد نیروی پلیس محلی و همچنین آکروبات‌باز سابق سیرک بود. او در آنجا بزرگ شد. لیختنفلد در ورزشگاهی به نام هرکول که صاحب و استاد دفاع شخصی آنجا پدرش بود، آموزش دید.
لیختنفلد از دوران جوانی خود یک شناگر موفق، بوکسور، کشتی‌گیر و ژیمناستیک بود. او در سطح ملی و بین‌المللی به رقابت پرداخت و قهرمان و عضو تیم ملی کشتی اسلواکی بود. او در سال ۱۹۲۸ قهرمانی کشتی جوانان اسلواکی و در سال ۱۹۲۹ قهرمانی بزرگسالان در بخش‌های سبک‌وزن و میان‌وزن را به دست آورد. همچنین در همان سال، او پیروز مسابقات قهرمانی بوکس کشور و قهرمان بین‌المللی ژیمناستیک شد.

## توسعه کراو ماگا
در اواخر دهه ۱۹۳۰، شورش‌های یهودستیزانه، یهودیان براتیسلاوا در اروپا را تهدید کرد. لیختنفلد به همراه سایر بوکسورها و کشتی گیران یهودی به دفاع از محله یهودی‌نشین خود در برابر گروه‌های فاشیست کمک کرد. او به سرعت متوجه شد که ورزش‌های رزمی شباهت چندانی با مبارزات واقعی ندارند؛ پس شروع به توسعه یک سیستم دفاع شخصی برای استفاده در موقعیت‌های تهدید کننده زندگی کرد.
در سال ۱۹۳، لیختنفلد به همراه تیمی از کشتی‌گیران یهودی قیمومت فلسطین بازدید کرد تا در المپیک یهودیان موسوم به بازی‌های مکابیا شرکت کند، اما به دلیل شکستگی دنده که در نتیجه تمرین او در حین مسیر بود، نتوانست شرکت کند. این امر منجر به پایه‌ریزی قانون اساسی تمرین‌های کراو ماگا شد: «در حین تمرین آسیب نبینید». لیختنفلد به چکسلواکی بازگشت تا با خشونت یهودستیزانه فزاینده آنجا روبرو شود. لیختنفلد گروهی از یهودیان جوان را برای محافظت از جامعه خود سازماندهی کرد. او در فرایند مبارزات خیابانی تجربه مهمی کسب کرد، او درک مهمی از تفاوت‌های بین مبارزه ورزشی و مبارزه خیابانی به دست آورد. او اصل اساسی دفاع از خود را توسعه داد: «استفاده از حرکات و واکنش‌های طبیعی» برای دفاع شخصی به همراه یک ضد حمله فوری و قاطع. از این نظریه، تئوری اصلاح‌شده «دفاع و حمله همزمان» در حالی که «هرگز دو دست را در یک حرکت دفاعی به کار نمی‌گیرند» شکل گرفت.
در سال ۱۹۴۰، لیختنفلد با ظهور نازیسم در اسلواکی گریخت و با کشتی علیا بت، به سمت فلسطین حرکت کرد. او در سال ۱۹۴۲ پس از خدمت برجسته در گردان ۱۱ پیاده‌نظام چکسلواکی تحت نظارت بریتانیا در شمال آفریقا، به فلسطین رسید. در سال ۱۹۴۴، لیختنفلد آموزش رزمندگان هگانا را در زمینه‌های تخصصی آغاز کرد: آمادگی جسمانی، شنا، کشتی، استفاده از چاقو، و دفاع در برابر حملات چاقو. در این دوره او چندین واحد نخبه و زبردست هگانا و پالماچ (نیروی ضربتی هاگانا) و همچنین گروه‌هایی از افسران پلیس را آموزش داد. در سال ۱۹۴۸، زمانی که دولت اسرائیل تأسیس شد و ارتش اسرائیل هم متعاقباً تشکیل شد، لیختنفلد مربی ارشد آمادگی جسمانی و کراو ماگا در مدرسه آمادگی رزمی ارتش اسرائیل شد. او حدود ۲۰ سال در ارتش اسرائیل خدمت کرد و در این مدت روش منحصر به فرد خود را برای دفاع شخصی و نبرد تن به تن توسعه داد و اصلاح کرد. لیختنفلد در سال ۱۹۶۴ از ارتش اسرائیل بازنشسته شد

## اواخر زندگی
لیختنفلد پس از پایان کار خود به عنوان مربی ارتش اسرائیل، در کراو ماگا اصلاحاتی ایجاد کرد تا با نیازهای نیروهای پلیس و شهروندان عادی سازگار باشد. روش جدید برای همه افراد، اعم از زن و مرد، پسر یا دختر، که ممکن است برای زنده ماندن از حمله و در عین حال دریافت کمترین جراحت به آن نیاز داشته باشند، تنظیم شده است. لیختنفلد برای انتشار روش خود، دو مرکز آموزشی تأسیس کرد، یکی در تل آویو و دیگری در نتانیا. او تیم‌هایی از مربیان کراو ماگا را آموزش داد که توسط او و وزارت آموزش اسرائیل تأیید شده بودند. او همچنین انجمن کراو ماگا اسرائیل (IKMA) را در ۲۲ اکتبر ۱۹۷۸ و فدراسیون بین‌المللی کراو ماگا را در سال ۱۹۹۵ ایجاد کرد. در ۹ ژانویه ۱۹۹۸، لیختنفلد در نتانیای اسرائیل در سن ۸۷ سالگی درگذشت.